# Alinazik

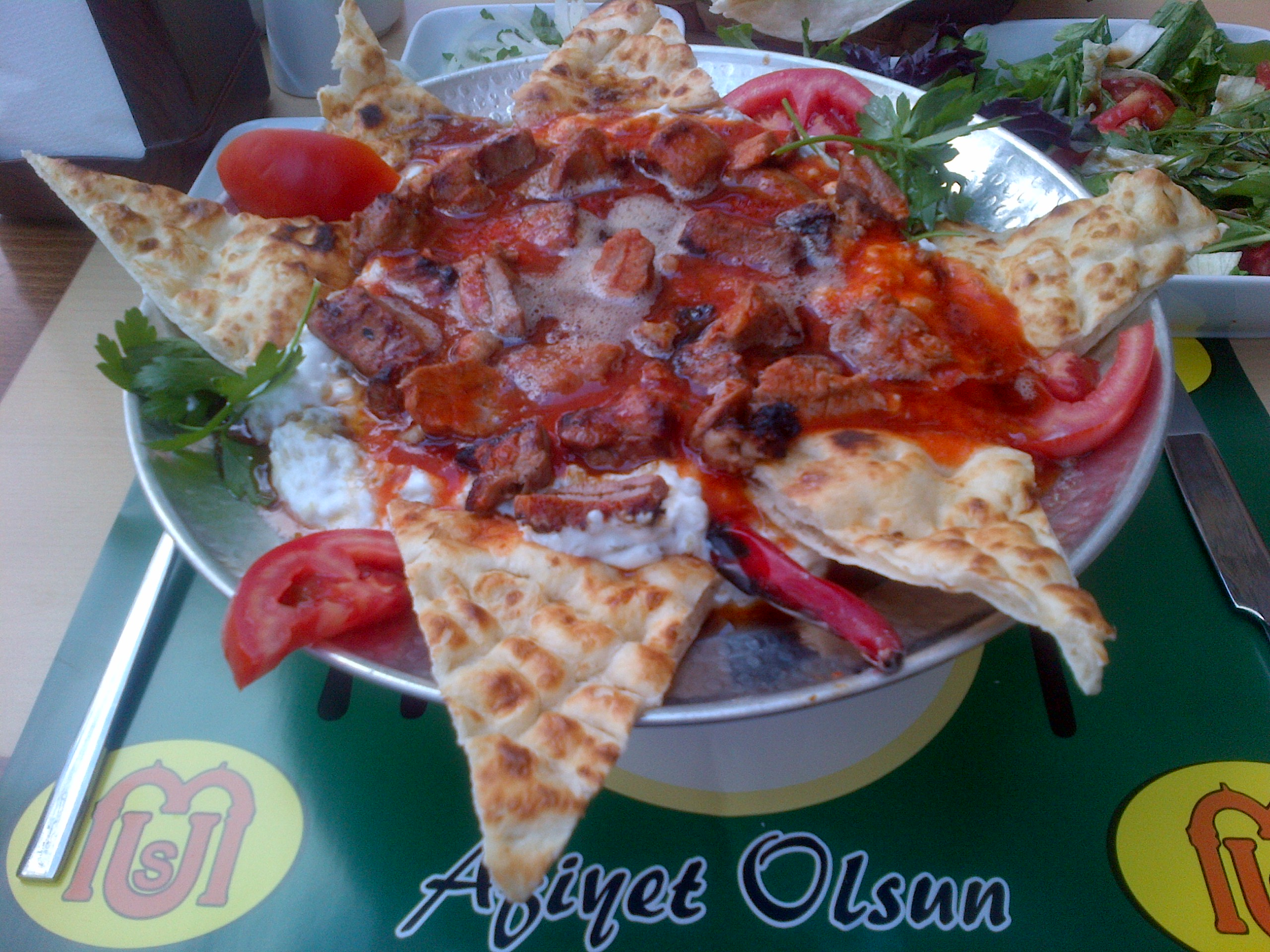
Alinazik o Ali Nazik, amb mantega fossa amb pebre vermell i salsa de tomàquet a sobre.

Alinazik o Ali Nazik És un plat de la cuina turca, especialment de la gastronomia del sud de Turquia.

## Elaboració
Alinazik es tracta d'unes trossos de carn de xai o carn picada (però no a màquina, amb un ganivet especial anomenat "zırh") saltats a la paella o graellats en una broqueta ("şiş" en turc) i servits a sobre un llit d'un puré d'albergínia tebi fet amb all, espèciès i iogurt. Se serveix amb una salsa de mantega fosa amb pebre, una salsa comu en Turquia.